# Lista de governadores de Minas Gerais
Esta é uma lista de governantes do estado brasileiro de Minas Gerais.
Minas Gerais integrava primeiramente a capitania do Rio de Janeiro, São Paulo e Minas Gerais. Por Carta Régia de 9 de novembro de 1709 foi criada a capitania de São Paulo e Minas de Ouro, separada da do Rio de Janeiro. Por Alvará de D. João V, de 2 de dezembro de 1720, foi separada de São Paulo. Tornou-se uma província do Brasil em 28 de fevereiro de 1821, e um estado integrante, após a proclamação do novo regime em 1889, dos Estados Unidos do Brasil (posteriormente República Federativa do Brasil).
O estado de Minas Gerais, assim como em uma república, é governado por três poderes: o executivo, representado pelo governador, o legislativo, representado pela Assembleia Legislativa do Estado de Minas Gerais (ALMG), e o judiciário, representado pelo Tribunal de Justiça do Estado de Minas Gerais e outros tribunais e juízes. Além dos três poderes, o estado também permite a participação popular nas decisões do governo através de referendos e plebiscitos. A atual constituição do estado de Minas Gerais foi promulgada em 1989, acrescida das alterações resultantes de posteriores emendas constitucionais.
O Poder Executivo está centralizado no Governador do Estado, que é eleito em sufrágio universal e voto direto e secreto pela população para mandatos de até quatro anos de duração, podendo ser reeleito para mais um mandato. O cargo é ocupado por Romeu Zema, membro do Partido Novo, sendo Paulo Brant o vice-governador. Ouro Preto foi a capital mineira entre 1721 e o final do século XIX, no entanto em 1897 a sede do governo fora transferida para a recém-criada cidade de Belo Horizonte, devido à antiga Vila Rica não comportar o crescimento econômico e populacional. Nesta mesma ocasião foi construído o Palácio da Liberdade, primeira sede do governo mineiro em Belo Horizonte, que desde 2010 funciona no Palácio Tiradentes, localizado na Cidade Administrativa de Minas Gerais.
O poder legislativo mineiro é unicameral, constituído pela Assembleia Legislativa do Estado de Minas Gerais, que tem sede no Palácio da Inconfidência e é constituída por 77 deputados, que são eleitos a cada quatro anos. No Congresso Nacional, a representação mineira é de três senadores e 55 deputados federais. Já o poder judiciário tem a função de julgar, conforme leis criadas pelo legislativo e regras constitucionais brasileiras, sendo composto por desembargadores, juízes e ministros. Atualmente, a mais alta corte do Poder Judiciário mineiro é o Tribunal de Justiça de Minas Gerais (TJMG). De acordo com o Tribunal Superior Eleitoral (TSE), o estado possuía, em novembro de 2013, 15 032 578 eleitores, o que representa 10,6% dos eleitores do país, sendo o segundo maior colégio eleitoral do Brasil.

## Governantes do período colonial (1553 — 1822)
| N°                                     | Governante                       |                             | Início do mandato           | Fim do mandato              | Observações                         |
| Capitania do Rio de Janeiro            | Capitania do Rio de Janeiro      | Capitania do Rio de Janeiro | Capitania do Rio de Janeiro | Capitania do Rio de Janeiro | Capitania do Rio de Janeiro         |
| -------------------------------------- | -------------------------------- | --------------------------- | --------------------------- | --------------------------- | ----------------------------------- |
| 1                                      | Antônio Pais de Sande            |                             | 25 de março de 1693         | 19 de abril de 1695         | Governador Regente                  |
| 2                                      | Sebastião de Castro Caldas       |                             | 19 de abril de 1695         | 2 de abril de 1697          | Governador Regente                  |
| 3                                      | Artur de Sá e Meneses            |                             | 2 de abril de 1697          | 15 de julho de 1702         | Governador Regente                  |
| 4                                      | Álvaro da Silveira e Albuquerque |                             | 15 de julho de 1702         | 1º de agosto de 1705        | Governador Regente                  |
| 5                                      | Fernando de Lencastro            |                             | 1º de agosto de 1705        | 11 de junho de 1709         | Governador Regente                  |
| 6                                      | Antônio Coelho de Carvalho       |                             | 11 de junho de 1709         | 18 de junho de 1710         | Governador Regente                  |
| Capitania de São Paulo e Minas de Ouro |                                  |                             |                             |                             |                                     |
| 1                                      | Antônio Coelho de Carvalho       |                             | 18 de junho de 1710         | 31 de agosto de 1713        | Governador Regente                  |
| 2                                      | Brás Baltasar da Silveira        |                             | 31 de agosto de 1713        | 4 de setembro de 1717       | Governador Regente                  |
| 3                                      | Pedro de Almeida Portugal        |                             | 4 de setembro de 1717       | 18 de agosto de 1720        | Governador Regente Conde de Assumar |

### Capitania de Minas Gerais

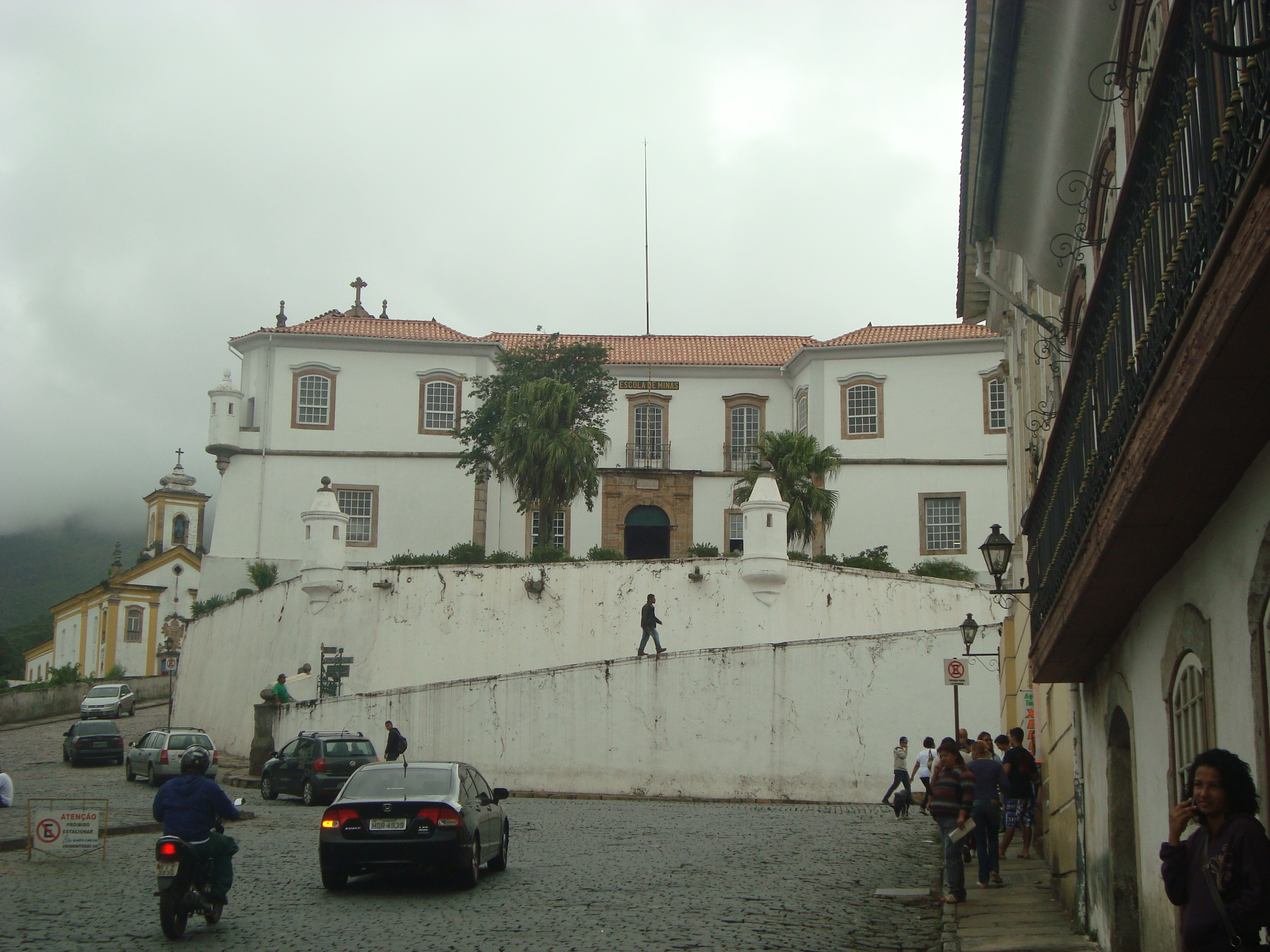
O Palácio dos Governadores, em Ouro Preto, residência oficial e palácio de governo até 1898.

Em meio ao chamado "ciclo do ouro" no Brasil, era criada a capitania de Minas Gerais, em um dia como este, no ano de 1720. Sua origem partiu de uma cisão da capitania de São Paulo e Minas de Ouro. Sua capital era Vila Rica (atual Ouro Preto). Praticamente 100 anos depois, em 28 de fevereiro de 1821, a capitania de Minas foi transformada em província, que seria o atual estado de Minas Gerais com a Proclamação da República.
Por conta do ouro encontrado em seu território, na primeira metade do século XVIII, Minas Gerais era o centro econômico da colônia, com rápido crescimento populacional. Este fluxo migratório começou no final do século anterior, quando foi encontrado ouro na Serra do Sabarabuçu e nos ribeirões do Carmo e do Tripuí. Em 1696, foi fundado o arraial de Nossa Senhora do Ribeirão do Carmo, que, em 1711, se tornou a primeira vila de Minas Gerais (atual município de Mariana).  A descoberta do ouro também trouxe conflitos, como Guerra dos Emboabas (1707-1710) e a Revolta de Felipe dos Santos (1720).
No auge da exploração do ouro em Minas, 500 mil negros escravos foram inseridos na capitania para fazer o trabalho de extração e lavoura. Mais de 30% da população era formada pelos escravos.
Os negros chamados "Minas", de Gana, eram os mais requisitados para os garimpos, pois já faziam este trabalho na África. Já os de Angola e Moçambique eram usados na lavoura.
O declínio da produção aurífera começou a partir de 1750. Portugal precisou aumentar a arrecadação e elevou os impostos, o que causou a revolta popular que resultou na Inconfidência Mineira, em 1789.
| N° | Governante | Imagem                                    | Início do mandato       | Fim do mandato          | Observações                                       |
| -- | --- | ----------------------------------------- | ----------------------- | ----------------------- | ------------------------------------------------- |
| 1  | Lourenço de Almeida                                                                                                   |                                           | 23 de dezembro de 1720  | 1º de setembro de 1732  |                                                   |
| 2  | André de Melo e Castro                                                                                                |                                           | 1º de setembro de 1732  | 26 de março de 1735     | Conde das Galveias                                |
| 3  | Gomes Freire de Andrade                                                                                               | Gomes Freire, Conde de Bobadela.jpg       | 26 de março de 1735     | 15 de maio de 1736      | 1.º Conde de Bobadela (Primeira vez)              |
| —  | Martinho Proença |                                           | 15 de maio de 1736      | 26 de dezembro de 1737  | Governador regente interino                       |
| 4  | Gomes Freire de Andrade                                                                                               | Gomes Freire, Conde de Bobadela.jpg       | 26 de dezembro de 1737  | 17 de fevereiro de 1752 | 1.º Conde de Bobadela (Segunda vez)               |
| —  | José António Freire de Andrade                                                                                        |                                           | 17 de fevereiro de 1752 | 28 de abril de 1758     | 2.º Conde de Bobadela Governador regente interino |
| 5  | Gomes Freire de Andrade                                                                                               | Gomes Freire, Conde de Bobadela.jpg       | 28 de abril de 1758     | 1º de janeiro de 1763   | 1.º Conde de Bobadela (Terceira vez)              |
| —  | Antônio do Desterro José Fernandes Pinto Alpoim João Alberto Castelo Branco                                           |                                           | 1º de janeiro de 1763   | 16 de outubro de 1763   | Junta Governativa provisória                      |
| —  | Antônio Álvares da Cunha                                                                                              |                                           | 16 de outubro de 1763   | 28 de dezembro de 1763  | Conde da Cunha Governador regente interino        |
| 6  | Luís Diogo Lobo da Silva                                                                                              |                                           | 28 de dezembro de 1763  | 16 de julho de 1768     |                                                   |
| 7  | José Luís Castelo Branco                                                                                              |                                           | 16 de julho de 1768     | 22 de maio de 1773      | Conde de Valadares                                |
| 8  | Antônio Carlos Furtado                                                                                                |                                           | 22 de maio de 1773      | 13 de janeiro de 1775   |                                                   |
| —  | Pedro Antônio Freitas                                                                                                 |                                           | 13 de janeiro de 1775   | 29 de maio de 1775      | Governador regente interino                       |
| 9  | António de Noronha |                                           | 29 de maio de 1775      | 20 de fevereiro de 1780 |                                                   |
| 10 | Rodrigo Meneses e Castro                                                                                              |                                           | 20 de fevereiro de 1780 | 10 de outubro de 1783   | Conde de Cavaleiros                               |
| 11 | Luís da Cunha Meneses                                                                                                 |                                           | 10 de outubro de 1783   | 11 de julho de 1788     | Conde de Lumiares                                 |
| 12 | Luís António Faro |                                           | 11 de julho de 1788     | 9 de agosto de 1797     | Visconde de Barbacena                             |
| 13 | Bernardo Lorena e Silveira                                                                                            | Bernardo José Maria Lorena e Silveira.jpg | 9 de agosto de 1797     | 21 de julho de 1803     | Conde de Sarzedas                                 |
| 14 | Pedro de Ataíde e Melo                                                                                                |                                           | 21 de julho de 1803     | 5 de fevereiro de 1810  | Visconde de Condeixa                              |
| 15 | Francisco de Assis Mascarenhas                                                                                        |                                           | 5 de fevereiro de 1810  | 11 de abril de 1814     | Conde da Palma                                    |
| 16 | Francisco Portugal |                                           | 11 de abril de 1814     | 21 de setembro de 1821  |                                                   |
| —  | Francisco Portugal (Presidente) José Vasconcelos Visconde de Caeté (Vice-Presidente) João Mendes Ribeiro (Secretário) |                                           | 21 de setembro de 1821  | 24 de maio de 1822      | Junta Governativa provisória                      |
| —  | Francisco Portugal (Presidente) Luís Maria da Silva Pinto (Secretário)                                                |                                           | 24 de maio de 1822      | 29 de fevereiro de 1824 | Junta Governativa provisória                      |

## Governantes do período imperial (1822 — 1889)
Legenda
     Partido Conservador
     Partido Liberal
     Partido Democrático
     Partido Popular
     Partido Moderado
| N° | Presidente da Província          | Imagem | Partido             | Início                  | Fim                     | Observações                                                |
| -- | -------------------------------- | ------ | ------------------- | ----------------------- | ----------------------- | ---------------------------------------------------------- |
|    | Primeiro Reinado (1822-1831)     |        |                     |                         |                         |                                                            |
| 1  | José Teixeira Vasconcelos        |        | Partido Democrático | 29 de fevereiro de 1824 | 2 de maio de 1826       | Visconde de Caeté                                          |
| —  | Teotônio Oliveira Maciel         |        | Partido Democrático | 2 de maio de 1826       | 29 de maio de 1826      | Vice-presidente                                            |
| —  | Francisco Santa Apolônia         |        | Partido Democrático | 29 de maio de 1826      | 6 de outubro de 1826    | Vice-presidente Cônego (Primeira vez)                      |
| —  | José Teixeira Vasconcelos        |        | Partido Democrático | 6 de outubro de 1826    | 19 de março de 1827     | Reassume o governo Visconde de Caeté                       |
| —  | Francisco Santa Apolônia         |        | Partido Democrático | 19 de março de 1827     | 18 de dezembro de 1827  | Vice-presidente Cônego (Segunda vez)                       |
| 2  | João Mendes Ribeiro              |        | Partido Popular     | 18 de dezembro de 1827  | 18 de abril de 1828     | Desembargador (Primeira vez)                               |
| —  | Francisco Santa Apolônia         |        | Partido Democrático | 18 de abril de 1828     | 13 de outubro de 1828   | Vice-presidente Cônego (Terceira vez)                      |
| 2  | João Mendes Ribeiro              |        | Partido Popular     | 13 de outubro de 1828   | 19 de abril de 1829     | Desembargador (Segunda vez)                                |
| —  | Francisco Santa Apolônia         |        | Partido Democrático | 19 de abril de 1829     | 3 de outubro de 1829    | Vice-presidente Cônego (Quarta vez)                        |
| 2  | João Mendes Ribeiro              |        | Partido Popular     | 3 de outubro de 1829    | 22 de abril de 1830     | Presidente Desembargador (Terceira vez)                    |
| 3  | José Manuel de Almeida           |        | Partido Moderado    | 22 de abril de 1830     | 3 de fevereiro de 1831  | Marechal                                                   |
| 4  | Manuel Antônio Galvão            |        | Partido Moderado    | 3 de fevereiro de 1831  | 22 de abril de 1831     | Desembargador                                              |
|    | Período regencial (1831-1840)    |        |                     |                         |                         |                                                            |
| 5  | Manuel Inácio de Mello e Sousa   |        | Partido Conservador | 22 de abril de 1831     | 23 de janeiro de 1833   | Barão de Pontal (Primeira vez)                             |
| —  | Bernardo Pereira de Vasconcelos  |        | Partido Conservador | 23 de janeiro de 1833   | 21 de fevereiro de 1833 | Vice-presidente Desembargador (Primeira vez)               |
| 5  | Manuel Inácio de Mello e Sousa   |        | Partido Conservador | 21 de fevereiro de 1833 | 22 de março de 1833     | Barão de Pontal (Segunda vez)                              |
| —  | Manuel Soares do Couto           |        | Partido Moderado    | 23 de março de 1833     | 4 de julho de 1833      | Vice-presidente aclamado por golpe militar Tenente-coronel |
| 6  | José de Araújo Ribeiro           |        | Partido Popular     | 4 de julho de 1833      | 5 de novembro de 1833   | Visconde de Rio Grande                                     |
| 7  | Antônio Limpo de Abreu           |        | Partido Conservador | 5 de novembro de 1833   | 31 de março de 1834     | Visconde de Abaeté (Primeira vez)                          |
| —  | João Baptista Leitão             |        | Partido Conservador | 31 de março de 1834     | 3 de dezembro de 1834   | Vice-presidente                                            |
| 7  | Antônio Limpo de Abreu           |        | Partido Conservador | 3 de dezembro de 1834   | 5 de abril de 1835      | Visconde de Abaeté (Segunda vez)                           |
| —  | Bernardo Pereira de Vasconcelos  |        | Partido Conservador | 5 de abril de 1835      | 11 de maio de 1835      | Vice-presidente Desembargador (Segunda vez)                |
| —  | Manuel Inácio de Mello e Souza   |        | Partido Conservador | 11 de maio de 1835      | 1º de junho de 1835     | Vice-presidente Barão de Pontal (Terceira vez)             |
| 8  | José Feliciano Pinto Coelho      |        | Partido Liberal     | 1º de junho de 1835     | 19 de dezembro de 1835  | Barão de Cocais                                            |
| 9  | Manuel Dias de Toledo            |        | Partido Liberal     | 19 de dezembro de 1835  | 19 de abril de 1836     |                                                            |
| —  | Antônio da Costa Pinto           |        | Partido Liberal     | 19 de abril de 1836     | 2 de outubro de 1836    | Vice-presidente Desembargador                              |
| 10 | Antônio da Costa Pinto           |        | Partido Liberal     | 2 de outubro de 1836    | 13 de novembro de 1837  | Desembargador                                              |
| 11 | José Cesário de Miranda Ribeiro  |        | Partido Conservador | 13 de novembro de 1837  | 21 de março de 1838     | Visconde de Uberaba                                        |
| 12 | Bernardo Jacinto da Veiga        |        | Partido Conservador | 21 de março de 1838     | 22 de agosto de 1840    | Conselheiro (Primeira vez)                                 |
|    | Segundo Reinado (1840-1889)      |        |                     |                         |                         |                                                            |
| 13 | Sebastião Barreto Pereira        |        | Partido Conservador | 22 de agosto de 1840    | 7 de junho de 1841      |                                                            |
| 14 | Manuel Machado Nunes             |        | Partido Liberal     | 7 de junho de 1841      | 16 de julho de 1841     |                                                            |
| —  | José Lopes da Silva Viana        |        | Partido Liberal     | 16 de julho de 1841     | 15 de janeiro de 1842   | Vice-presidente Desembargador (Primeira vez)               |
| 15 | Carlos Carneiro de Campos        |        | Partido Conservador | 15 de janeiro de 1842   | 18 de abril de 1842     | Visconde de Caravelas (Primeira vez)                       |
| —  | Herculano Ferreira Pena          |        | Partido Conservador | 18 de abril de 1842     | 18 de maio de 1842      | Vice-presidente                                            |
| 16 | Bernardo Jacinto da Veiga        |        | Partido Conservador | 18 de maio de 1842      | 23 de março de 1843     | Conselheiro (Segunda vez)                                  |
| 17 | Francisco Soares de Andréa       |        | Partido Conservador | 23 de março de 1843     | 1º de julho de 1844     | Tenente General, Barão de Caçapava                         |
| 18 | João Paulo Barreto               |        | Partido Conservador | 1º de julho de 1844     | 17 de dezembro de 1844  | Brigadeiro                                                 |
| —  | Quintiliano José da Silva        |        | Partido Conservador | 17 de dezembro de 1844  | 1º de outubro de 1845   | Vice-presidente                                            |
| 19 | Quintiliano José da Silva        |        | Partido Conservador | 1º de outubro de 1845   | 29 de dezembro de 1847  |                                                            |
| —  | Pedro Dias de Carvalho           |        | Partido Conservador | 29 de dezembro de 1847  | 14 de março de 1848     | Vice-presidente                                            |
| 20 | Pedro Dias de Carvalho           |        | Partido Conservador | 14 de março de 1848     | 10 de abril de 1848     |                                                            |
| —  | Manuel Rebelo Horta              |        | Partido Conservador | 10 de abril de 1848     | 11 de maio de 1848      | Vice-presidente                                            |
| —  | Bernardino José de Queiroga      |        | Partido Conservador | 11 de maio de 1848      | 22 de junho de 1848     | Vice-presidente                                            |
| 21 | Bernardino José de Queiroga      |        | Partido Conservador | 22 de junho de 1848     | 4 de novembro de 1848   |                                                            |
| 22 | José Ildefonso Ramos             |        | Partido Liberal     | 4 de novembro de 1848   | 29 de novembro de 1849  | Visconde de Jaguari                                        |
| —  | Manuel Antônio Pacheco           |        | Partido Conservador | 29 de novembro de 1849  | 1º de março de 1850     | Vice-presidente Barão de Sabará                            |
| 23 | Alexandre Joaquim de Sequeira    |        | Partido Conservador | 1º de março de 1850     | 10 de junho de 1850     |                                                            |
| —  | Romualdo Monteiro de Barros      |        | Partido Conservador | 10 de junho de 1850     | 17 de julho de 1850     | Vice-presidente Barão de Paraopeba                         |
| 24 | José Ricardo de Sá Rego          |        | Partido Liberal     | 17 de julho de 1850     | 4 de abril de 1851      |                                                            |
| —  | Luís Antônio Barbosa             |        | Partido Liberal     | 4 de abril de 1851      | 13 de janeiro de 1852   | Vice-presidente                                            |
| 25 | Luís Antônio Barbosa             |        | Partido Liberal     | 13 de janeiro de 1852   | 12 de maio de 1852      | (Primeira vez)                                             |
| —  | José Lopes da Silva Viana        |        | Partido Liberal     | 12 de maio de 1852      | 24 de setembro de 1852  | Vice-presidente Desembargador (Segunda vez)                |
| 25 | Luís Antônio Barbosa             |        | Partido Liberal     | 24 de setembro de 1852  | 19 de abril de 1853     | (Segunda vez)                                              |
| —  | José Lopes da Silva Viana        |        | Partido Liberal     | 19 de abril de 1853     | 22 de outubro de 1853   | Vice-presidente Desembargador (Terceira vez)               |
| 26 | Francisco Pereira de Vasconcelos |        | Partido Liberal     | 22 de outubro de 1853   | 1º de maio de 1854      | (Primeira vez)                                             |
| —  | José Lopes da Silva Viana        |        | Partido Liberal     | 1º de maio de 1854      | 6 de novembro de 1854   | Vice-presidente Desembargador (Quarta vez)                 |
| 26 | Francisco Pereira de Vasconcelos |        | Partido Liberal     | 6 de novembro de 1854   | 2 de fevereiro de 1856  | (Segunda vez)                                              |
| 27 | Herculano Ferreira Pena          |        | Partido Conservador | 2 de fevereiro de 1856  | 1º de junho de 1857     |                                                            |
| —  | Joaquim Ribeiro da Luz           |        | Partido Conservador | 1º de junho de 1857     | 12 de novembro de 1857  | Vice-presidente (Primeira vez)                             |
| 28 | Carlos Carneiro de Campos        |        | Partido Conservador | 12 de novembro de 1857  | 1º de maio de 1859      | Visconde de Caravelas (Segunda vez)                        |
| —  | Joaquim Ribeiro da Luz           |        | Partido Conservador | 1º de maio de 1859      | 22 de setembro de 1859  | Vice-presidente (Segunda vez)                              |
| 28 | Carlos Carneiro de Campos        |        | Partido Conservador | 22 de setembro de 1859  | 22 de abril de 1860     | Visconde de Caravelas (Terceira vez)                       |
| —  | Manuel Teixeira de Sousa         |        | Partido Liberal     | 22 de abril de 1860     | 3 de maio de 1860       | Vice-presidente Barão de Camargos (Primeira vez)           |
| —  | Joaquim Ribeiro da Luz           |        | Partido Conservador | 3 de maio de 1860       | 13 de junho de 1860     | Vice-presidente (Terceira vez)                             |
| 29 | Vicente Pires da Mota            |        | Partido Liberal     | 13 de junho de 1860     | 2 de outubro de 1861    | Padre                                                      |
| —  | Manuel Teixeira de Sousa         |        | Partido Liberal     | 2 de outubro de 1861    | 25 de outubro de 1861   | Vice-presidente Barão de Camargos (Segunda vez)            |
| 30 | José Bento Figueiredo            |        | Partido Conservador | 25 de outubro de 1861   | 17 de maio de 1862      | Visconde de Bom Conselho                                   |
| —  | Joaquim Camilo da Mota           |        | Partido Conservador | 17 de maio de 1862      | 3 de novembro de 1862   | Vice-presidente                                            |
| —  | José Joaquim Fernandes           |        | Partido Conservador | 3 de novembro de 1862   | 9 de dezembro de 1862   | Vice-presidente (Primeira vez)                             |
| 31 | Francisco Pereira de Vasconcelos |        | Partido Liberal     | 9 de dezembro de 1862   | 27 de fevereiro de 1863 | (Terceira vez)                                             |
| —  | Manuel Teixeira de Sousa         |        | Partido Liberal     | 27 de fevereiro de 1863 | 11 de março de 1863     | Vice-presidente Barão de Camargos (Terceira vez)           |
| —  | José Joaquim Fernandes           |        | Partido Conservador | 11 de março de 1863     | 4 de junho de 1863      | Vice-presidente (Segunda vez)                              |
| 32 | João Crispiniano Soares          |        | Partido Liberal     | 4 de junho de 1863      | 2 de abril de 1864      |                                                            |
| —  | Fidélis de Andrade Botelho       |        | Partido Liberal     | 2 de abril de 1864      | 26 de setembro de 1864  | Vice-presidente                                            |
| 33 | Pedro Alcântara Leite            |        | Partido Liberal     | 26 de setembro de 1864  | 18 de dezembro de 1865  | Barão de São João Nepomuceno                               |
| 34 | Saldanha Marinho                 |        | Partido Conservador | 18 de dezembro de 1865  | 24 de março de 1866     | (Primeira vez)                                             |
| —  | Joaquim José de Santana          |        | Partido Conservador | 24 de março de 1866     | 2 de novembro de 1866   | Vice-presidente                                            |
| 34 | Saldanha Marinho                 |        | Partido Conservador | 2 de novembro de 1866   | 28 de junho de 1867     | (Segunda vez)                                              |
| —  | Elias Pinto de Carvalho          |        | Partido Conservador | 28 de junho de 1867     | 24 de outubro de 1867   | Vice-presidente                                            |
| 35 | José Machado de Sousa            |        | Partido Liberal     | 24 de outubro de 1867   | 10 de agosto de 1868    |                                                            |
| —  | Manuel Teixeira de Sousa         |        | Partido Liberal     | 10 de agosto de 1868    | 25 de agosto de 1868    | Vice-Presidente Barão de Camargos (Quarta vez)             |
| 36 | Domingos de Andrade              |        | Partido Conservador | 25 de agosto de 1868    | 14 de maio de 1869      |                                                            |
| 37 | José Maria Benevides             |        | Partido Liberal     | 14 de maio de 1869      | 16 de maio de 1870      |                                                            |
| —  | Manuel Teixeira de Sousa         |        | Partido Liberal     | 16 de maio de 1870      | 26 de maio de 1870      | Vice-Presidente Barão de Camargos (Quinta vez)             |
| —  | Agostinho Ferreira Bretas        |        | Partido Liberal     | 26 de maio de 1870      | 27 de outubro de 1870   | Vice-presidente                                            |
| 38 | Antônio Affonso de Carvalho      |        | Partido Conservador | 27 de outubro de 1870   | 27 de abril de 1871     |                                                            |
| —  | Francisco Leite da Costa Belém   |        | Partido Conservador | 27 de abril de 1871     | 8 de novembro de 1871   | Vice-presidente (Primeira vez)                             |
| 39 | Joaquim Machado Portella         |        | Partido Conservador | 8 de novembro de 1871   | 28 de abril de 1872     |                                                            |
| —  | Francisco Leite da Costa Belém   |        | Partido Conservador | 28 de abril de 1872     | 11 de junho de 1872     | Vice-presidente (Segunda vez)                              |
| 40 | Joaquim Floriano de Godói        |        | Partido Conservador | 11 de junho de 1872     | 17 de janeiro de 1873   |                                                            |
| —  | Francisco Leite da Costa Belém   |        | Partido Conservador | 17 de janeiro de 1873   | 1º de março de 1873     | Vice-presidente (Terceira vez)                             |
| 41 | Venâncio José de Oliveira Lisboa |        | Partido Liberal     | 1º de março de 1873     | 27 de maio de 1874      |                                                            |
| —  | Francisco Leite da Costa Belém   |        | Partido Conservador | 27 de maio de 1874      | 26 de outubro de 1874   | Vice-presidente (Quarta vez)                               |
| 42 | João Antônio de Araújo Freitas   |        | Partido Conservador | 26 de outubro de 1874   | 6 de março de 1875      |                                                            |
| —  | Francisco Leite da Costa Belém   |        | Partido Conservador | 6 de março de 1875      | 22 de março de 1875     | Vice-presidente (Quinta vez)                               |
| 43 | Pedro Vicente de Azevedo         |        | Partido Conservador | 22 de março de 1875     | 26 de janeiro de 1876   |                                                            |
| —  | Manuel Teixeira de Sousa         |        | Partido Liberal     | 26 de janeiro de 1876   | 10 de março de 1876     | Vice-Presidente Barão de Camargos (Sexta vez)              |
| 44 | Francisco Bonifácio de Abreu     |        | Partido Liberal     | 10 de março de 1876     | 1º de dezembro de 1876  | Barão da Villa da Barra                                    |
| —  | Manuel Teixeira de Sousa         |        | Partido Liberal     | 1º de dezembro de 1876  | 24 de janeiro de 1877   | Vice-Presidente Barão de Camargos (Sétima vez)             |
| 45 | João Bandeira de Mello           |        | Partido Conservador | 24 de janeiro de 1877   | 11 de fevereiro de 1878 |                                                            |
| —  | Elias Pinto de Carvalho          |        | Partido Conservador | 11 de fevereiro de 1878 | 6 de maio de 1878       | Vice-Presidente                                            |
| 46 | Francisco Silveira Lobo          |        | Partido Conservador | 6 de maio de 1878       | 26 de novembro de 1878  |                                                            |
| —  | Joaquim José de Santana          |        | Partido Conservador | 26 de novembro de 1878  | 5 de janeiro de 1879    | Vice-Presidente (Primeira vez)                             |
| 47 | Manuel Rebelo Horta              |        | Partido Conservador | 5 de janeiro de 1879    | 8 de dezembro de 1879   |                                                            |
| —  | Joaquim José de Santana          |        | Partido Conservador | 8 de dezembro de 1879   | 22 de janeiro de 1880   | Vice-Presidente (Segunda vez)                              |
| 48 | Graciliano Pimentel              |        | Partido Conservador | 22 de janeiro de 1880   | 24 de abril de 1880     |                                                            |
| —  | Joaquim José de Santana          |        | Partido Conservador | 24 de abril de 1880     | 30 de dezembro de 1880  | Vice-Presidente (Terceira vez)                             |
| —  | José Francisco Neto              |        | Partido Conservador | 30 de dezembro de 1880  | 5 de maio de 1881       | Vice-Presidente Barão de Coromandel                        |
| 49 | João Meira de Vasconcelos        |        | Partido Conservador | 5 de maio de 1881       | 12 de dezembro de 1881  |                                                            |
| —  | Joaquim José de Santana          |        | Partido Conservador | 12 de dezembro de 1881  | 31 de março de 1882     | Vice-Presidente (Quarta vez)                               |
| 50 | Teófilo Ottoni                   |        | Partido Liberal     | 31 de março de 1882     | 27 de dezembro de 1882  |                                                            |
| —  | Henrique Magalhães               |        | Partido Liberal     | 27 de dezembro de 1882  | 7 de março de 1883      | Vice-presidente                                            |
| 51 | Antônio Gonçalves Chaves         |        | Partido Liberal     | 7 de março de 1883      | 22 de maio de 1884      | (Primeira vez)                                             |
| —  | Carlos Ottoni                    |        | Partido Liberal     | 22 de maio de 1884      | 28 de maio de 1884      | Vice-Presidente                                            |
| —  | José Antônio Alves               |        | Partido Liberal     | 28 de maio de 1884      | 8 de junho de 1884      | Vice-Presidente (Primeira vez)                             |
| 51 | Antônio Gonçalves Chaves         |        | Partido Liberal     | 8 de junho de 1884      | 4 de setembro de 1884   | (Segunda vez)                                              |
| 52 | Olegário Herculano               |        | Partido Liberal     | 4 de setembro de 1884   | 13 de abril de 1885     |                                                            |
| —  | José Antônio Alves               |        | Partido Liberal     | 13 de abril de 1885     | 2 de setembro de 1885   | Vice-Presidente (Segunda vez)                              |
| —  | Antônio de Sousa Magalhães       |        | Partido Conservador | 2 de setembro de 1885   | 19 de outubro de 1885   | Vice-Presidente Barão de Camargos (Primeira vez)           |
| 53 | Manuel Portella                  |        | Partido Conservador | 19 de outubro de 1885   | 13 de abril de 1886     |                                                            |
| —  | Antônio de Sousa Magalhães       |        | Partido Conservador | 13 de abril de 1886     | 1º de maio de 1886      | Vice-Presidente Barão de Camargos (Segunda vez)            |
| 54 | Francisco Lemos                  |        | Partido Conservador | 1º de maio de 1886      | 8 de junho de 1886      | (Primeira vez)                                             |
| —  | Antônio de Sousa Magalhães       |        | Partido Conservador | 8 de junho de 1886      | 14 de junho de 1886     | Vice-Presidente Barão de Camargos (Terceira vez)           |
| 55 | Francisco Lemos                  |        | Partido Conservador | 14 de junho de 1886     | 1º de janeiro de 1887   | (Segunda vez)                                              |
| —  | Antônio de Sousa Magalhães       |        | Partido Conservador | 1º de janeiro de 1887   | 4 de fevereiro de 1887  | Vice-Presidente Barão de Camargos (Quarta vez)             |
| 56 | Carlos Augusto Figueiredo        |        | Partido Conservador | 4 de fevereiro de 1887  | 9 de julho de 1887      |                                                            |
| —  | Antônio de Sousa Magalhães       |        | Partido Conservador | 9 de julho de 1887      | 20 de agosto de 1887    | Vice-Presidente Barão de Camargos (Quinta vez)             |
| 57 | Luís Eugênio Horta               |        | Partido Conservador | 20 de agosto de 1887    | 1º de junho de 1888     |                                                            |
| —  | Antônio de Sousa Magalhães       |        | Partido Conservador | 1º de junho de 1888     | 7 de dezembro de 1888   | Vice-Presidente Barão de Camargos (Sexta vez)              |
| 58 | Antônio Gonçalves Ferreira       |        | Partido Conservador | 7 de dezembro de 1888   | 29 de abril de 1889     |                                                            |
| —  | Antônio de Sousa Magalhães       |        | Partido Conservador | 29 de abril de 1889     | 18 de junho de 1889     | Vice-Presidente Barão de Camargos (Sétima vez)             |
| —  | Joaquim José de Santana          |        | Partido Conservador | 18 de junho de 1889     | 28 de junho de 1889     | Vice-Presidente (Quinta vez)                               |
| 59 | João Batista dos Santos          |        | Partido Conservador | 28 de junho de 1889     | 17 de novembro de 1889  | Visconde de Ibituruna                                      |

## Governantes do período republicano (1889 — atual)

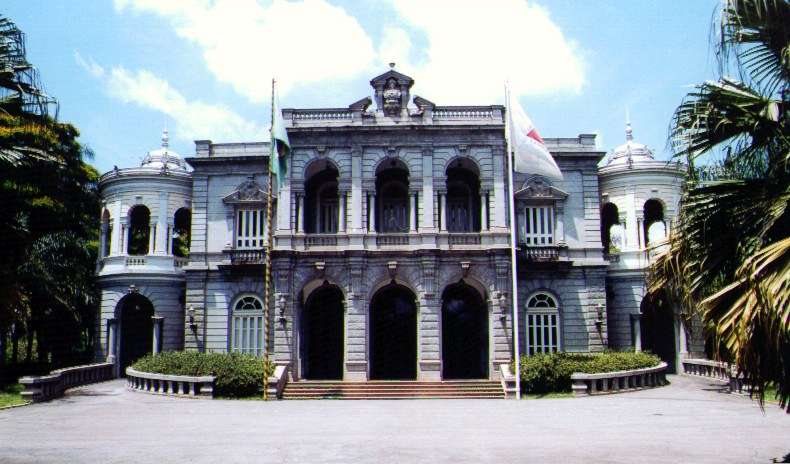
Vista frontal do Palácio da Liberdade. Foi o palácio do governo entre 1898 e 2010 e residência oficial de 1898 à década de 1950.

No início do período republicano, os governadores eram denominados "presidentes", termo que perdurou até a Revolução de 1930.  A partir de 1930, o mandatário estadual passou a ser nomeado pelo governo federal, e o termo usado para se referir a ele era "interventor". O termo "governador" aparece na primeira Constituição Estadual de Minas Gerais, de 1890, mas, já no ano seguinte, foi feita nova Constituição Estadual, em que o termo "governador" é trocado para "presidente". A Constituição Estadual de Minas Gerais de 1891 manterá o termo "presidente". Apenas em 1947, quando o primeiro mandatário foi eleito após a ditadura Vargas, o ocupante do cargo passou a ser chamado de "governador", sendo assim a maneira como se designam os governantes de Minas Gerais até os dias atuais.
| N°                                                    | Governador                         | Imagem               | Partido                                                             | Início do mandato       | Fim do mandato                                                                            | Observações                                                                                          |
| ----------------------------------------------------- | ---------------------------------- | -------------------- | ------------------------------------------------------------------- | ----------------------- | ----------------------------------------------------------------------------------------- | --- |
| Primeira República Brasileira (1889-1930)             |                                    |                      |                                                                     |                         |                                                                                           | |
| —                                                     | Antônio Olinto Pires               |                      | Partido Republicano Mineiro PRM                                     | 17 de novembro de 1889  | 24 de novembro de 1889                                                                    | Presidente interino nomeado pelo Governo Federal                                                     |
| —                                                     | Cesário Alvim                      |                      | Partido Republicano Mineiro PRM                                     | 24 de novembro de 1889  | 10 de fevereiro de 1890                                                                   | Presidente interino nomeado pelo Governo Federal                                                     |
| —                                                     | João Pinheiro                      |                      | Partido Republicano Mineiro PRM                                     | 10 de fevereiro de 1890 | 20 de julho de 1890                                                                       | Presidente interino nomeado pelo Governo Federal                                                     |
| —                                                     | Domingos José da Rocha             |                      | Partido Republicano Mineiro PRM                                     | 20 de julho de 1890     | 23 de julho de 1890                                                                       | Vice-Presidente no cargo de titular interinamente                                                    |
| —                                                     | Jacques Bias Fortes                |                      | Partido Republicano Mineiro PRM                                     | 23 de julho de 1890     | 5 de agosto de 1890                                                                       | Presidente interino nomeado pelo Governo Federal                                                     |
| —                                                     | Domingos José da Rocha             |                      | Partido Republicano Mineiro PRM                                     | 5 de agosto de 1890     | 13 de agosto de 1890                                                                      | Vice-Presidente no cargo de titular interinamente                                                    |
| —                                                     | Jacques Bias Fortes                |                      | Partido Republicano Mineiro PRM                                     | 13 de agosto de 1890    | 3 de outubro de 1890                                                                      | Presidente interino nomeado pelo Governo Federal                                                     |
| —                                                     | Domingos José da Rocha             |                      | Partido Republicano Mineiro PRM                                     | 3 de outubro de 1890    | 27 de dezembro de 1890                                                                    | Vice-Presidente no cargo de titular interinamente                                                    |
| —                                                     | Jacques Bias Fortes                |                      | Partido Republicano Mineiro PRM                                     | 27 de dezembro de 1890  | 28 de dezembro de 1890                                                                    | Presidente interino nomeado pelo Governo Federal                                                     |
| —                                                     | Frederico Augusto Álvares da Silva |                      | Partido Republicano Mineiro PRM                                     | 28 de dezembro de 1890  | 6 de janeiro de 1891                                                                      | Vice-Presidente no cargo de titular interinamente                                                    |
| —                                                     | Jacques Bias Fortes                |                      | Partido Republicano Mineiro PRM                                     | 6 de janeiro de 1891    | 12 de fevereiro de 1891                                                                   | Presidente interino nomeado pelo Governo Federal                                                     |
| —                                                     | Frederico Augusto Álvares da Silva |                      | Partido Republicano Mineiro PRM                                     | 12 de fevereiro de 1891 | 18 de março de 1891                                                                       | Vice-Presidente no cargo de titular interinamente                                                    |
| —                                                     | Augusto de Lima                    |                      | Partido Republicano Mineiro PRM                                     | 18 de março de 1891     | 16 de junho de 1891                                                                       | Presidente interino nomeado pelo Governo Federal                                                     |
| 1                                                     | Cesário Alvim                      |                      | Partido Republicano Mineiro PRM                                     | 16 de junho de 1891     | 9 de fevereiro de 1892                                                                    | Nomeado Presidente de Estado por Deodoro da Fonseca                                                  |
| —                                                     | Eduardo Ernesto Gama               |                      | Partido Republicano Mineiro PRM                                     | 9 de fevereiro de 1892  | 13 de julho de 1892                                                                       | Vice-Presidente no cargo de titular                                                                  |
| 2                                                     | Afonso Pena                        |                      | Partido Republicano Mineiro PRM                                     | 14 de julho de 1892     | 7 de setembro de 1894                                                                     | Presidente eleito em sufrágio universal                                                              |
| 3                                                     | Jacques Bias Fortes                |                      | Partido Republicano Mineiro PRM                                     | 7 de setembro de 1894   | 7 de setembro de 1898                                                                     | Presidente eleito em sufrágio universal                                                              |
| 4                                                     | Silviano Brandão                   |                      | Partido Republicano Mineiro PRM                                     | 7 de setembro de 1898   | 21 de fevereiro de 1902                                                                   | Presidente eleito em sufrágio universal                                                              |
| 5                                                     | Joaquim Cândido Senna              |                      | Partido Republicano Mineiro PRM                                     | 21 de fevereiro de 1902 | 7 de setembro de 1902                                                                     | Vice-Presidente eleito assumiu, após o afastamento do titular por questões de saúde                  |
| 6                                                     | Francisco Salles                   |                      | Partido Republicano Mineiro PRM                                     | 7 de setembro de 1902   | 7 de setembro de 1906                                                                     | Presidente eleito em sufrágio universal                                                              |
| 7                                                     | João Pinheiro                      |                      | Partido Republicano Mineiro PRM                                     | 7 de setembro de 1906   | 25 de outubro de 1908                                                                     | Presidente eleito em sufrágio universal                                                              |
| 8                                                     | Júlio Bueno Brandão                |                      | Partido Republicano Mineiro PRM                                     | 25 de outubro de 1908   | 3 de abril de 1909                                                                        | Vice-Presidente eleito assumiu, após a morte do titular                                              |
| 9                                                     | Venceslau Brás                     |                      | Partido Republicano Mineiro PRM                                     | 3 de abril de 1909      | 7 de setembro de 1910                                                                     | Presidente eleito em sufrágio universal, deixou o cargo para assumir a Vice-Presidência da República |
| 10                                                    | Júlio Bueno Brandão                |                      | Partido Republicano Mineiro PRM                                     | 7 de setembro de 1910   | 7 de setembro de 1914                                                                     | Presidente eleito em sufrágio universal                                                              |
| 11                                                    | Delfim Moreira                     |                      | Partido Republicano Mineiro PRM                                     | 7 de setembro de 1914   | 7 de setembro de 1918                                                                     | Presidente eleito em sufrágio universal                                                              |
| 12                                                    | Arthur Bernardes                   |                      | Partido Republicano Mineiro PRM                                     | 7 de setembro de 1918   | 7 de setembro de 1922                                                                     | Presidente eleito em sufrágio universal                                                              |
| 13                                                    | Raul Soares de Moura               |                      | Partido Republicano Mineiro PRM                                     | 7 de setembro de 1922   | 4 de agosto de 1924                                                                       | Presidente eleito em sufrágio universal                                                              |
| 14                                                    | Olegário Maciel                    |                      | Partido Republicano Mineiro PRM                                     | 4 de agosto de 1924     | 21 de dezembro de 1924                                                                    | Vice-Presidente eleito, assumiu após doença e morte do titular                                       |
| 15                                                    | Fernando de Mello Vianna           |                      | Partido Republicano Mineiro PRM                                     | 21 de dezembro de 1924  | 7 de setembro de 1926                                                                     | Presidente eleito em sufrágio universal, deixou o cargo para assumir a Vice-Presidência da República |
| 16                                                    | Antônio Carlos Ribeiro de Andrada  |                      | Partido Republicano Mineiro PRM                                     | 7 de setembro de 1926   | 7 de setembro de 1930                                                                     | Presidente eleito em sufrágio universal                                                              |
| Segunda e Terceira Repúblicas Brasileiras (1930-1945) |                                    |                      |                                                                     |                         |                                                                                           | |
| 17                                                    | Olegário Maciel                    |                      | Partido Social Nacionalista PSN                                     | 7 de setembro de 1930   | 5 de setembro de 1933                                                                     | Presidente eleito em sufrágio universal                                                              |
| 18                                                    | Gustavo Capanema                   |                      | Partido Progressista PP                                             | 5 de setembro de 1933   | 15 de dezembro de 1933                                                                    | |
| 19                                                    | Benedito Valadares                 |                      | Aliança Liberal AL                                                  | 15 de dezembro de 1933  | 4 de novembro de 1945                                                                     | Interventor Federal nomeado pelo Presidente Getúlio Vargas                                           |
| Quarta República Brasileira (1945-1964)               |                                    |                      |                                                                     |                         |                                                                                           | |
| —                                                     | Nísio Batista                      |                      | —                                                                   | 4 de novembro de 1945   | 3 de fevereiro de 1946                                                                    | Presidente do Tribunal de Justiça                                                                    |
| 20                                                    | João Beraldo                       |                      | Partido Progressista PP                                             | 3 de fevereiro de 1946  | 14 de agosto de 1946                                                                      | Interventor Federal nomeado pelo Presidente Eurico Dutra                                             |
| 21                                                    | Júlio Ferreira de Carvalho         |                      | Aliança Liberal AL                                                  | 14 de agosto de 1946    | 16 de novembro de 1946                                                                    | Interventor Federal nomeado pelo Presidente Eurico Dutra                                             |
| 22                                                    | Noraldino Lima                     |                      | Aliança Liberal AL                                                  | 17 de novembro de 1946  | 20 de dezembro de 1946                                                                    | Interventor Federal nomeado pelo Presidente Eurico Dutra                                             |
| 23                                                    | Alcides Lins                       |                      | Partido Progressista PP                                             | 21 de dezembro de 1946  | 19 de março de 1947                                                                       | Interventor Federal nomeado pelo Presidente Eurico Dutra                                             |
| 24                                                    | Milton Campos                      |                      | União Democrática Nacional UDN                                      | 19 de março de 1947     | 31 de janeiro de 1951                                                                     | Governador eleito em sufrágio universal em 19 de janeiro de 1947                                     |
| 25                                                    | Juscelino Kubitschek               |                      | Partido Social Democrático PSD                                      | 31 de janeiro de 1951   | 31 de março de 1955                                                                       | Governador eleito em sufrágio universal em 3 de outubro de 1950                                      |
| 26                                                    | Clóvis Salgado                     |                      | Partido Social Democrático PSD                                      | 31 de março de 1955     | 31 de janeiro de 1956                                                                     | Vice-governador eleito assumiu após a renúncia do titular                                            |
| 27                                                    | José Bias Fortes                   |                      | Partido Social Democrático PSD                                      | 31 de janeiro de 1956   | 31 de janeiro de 1961                                                                     | Governador eleito em sufrágio universal em 1955                                                      |
| 28                                                    | José Magalhães Pinto               |                      | União Democrática Nacional UDN                                      | 31 de janeiro de 1961   | 31 de janeiro de 1966                                                                     | Governador eleito em sufrágio universal em 1960                                                      |
| Ditadura Militar (1964-1985)                          |                                    |                      |                                                                     |                         |                                                                                           | |
| 29                                                    | Israel Pinheiro                    |                      | Partido Social Democrático PSD                                      | 31 de janeiro de 1966   | 15 de março de 1971                                                                       | Governador eleito em sufrágio universal em 1965                                                      |
| 30                                                    | Rondon Pacheco                     |                      | Aliança Renovadora Nacional ARENA                                   | 15 de março de 1971     | 15 de março de 1975                                                                       | Governador eleito pela Assembleia Legislativa em 3 de outubro de 1970                                |
| 31                                                    | Aureliano Chaves                   |                      | Aliança Renovadora Nacional ARENA                                   | 15 de março de 1975     | 5 de julho de 1978                                                                        | Governador eleito pela Assembleia Legislativa em 3 de outubro de 1974                                |
| 32                                                    | Ozanam Coelho                      |                      | Aliança Renovadora Nacional ARENA                                   | 5 de julho de 1978      | 15 de março de 1979                                                                       | Vice-governador eleito pela Assembleia Legislativa assumiu após a renúncia do titular                |
| 33                                                    | Francelino Pereira                 |                      | Partido Democrático Social PDS                                      | 15 de março de 1979     | 15 de março de 1983                                                                       | Governador eleito pelo Colégio Eleitoral em 1º de setembro de 1978                                   |
| 34                                                    | Tancredo Neves                     |                      | Partido do Movimento Democrático Brasileiro PMDB                    | 15 de março de 1983     | 14 de agosto de 1984                                                                      | Governador eleito em sufrágio universal em 15 de novembro de 1982                                    |
| Sexta República Brasileira (1985-presente)            |                                    |                      |                                                                     |                         |                                                                                           | |
| 35                                                    | Hélio Garcia                       |                      | Partido do Movimento Democrático Brasileiro PMDB                    | 14 de agosto de 1984    | 15 de março de 1987                                                                       | Vice-governador eleito assumiu após a renúncia do titular                                            |
| 36                                                    | Newton Cardoso                     |                      | Partido do Movimento Democrático Brasileiro PMDB                    | 15 de março de 1987     | 15 de março de 1991                                                                       | Governador eleito em sufrágio universal em 15 de novembro de 1986                                    |
| 37                                                    | Hélio Garcia                       |                      | Partido das Reformas Sociais PRS Partido Trabalhista Brasileiro PTB | 15 de março de 1991     | 1 de janeiro de 1995                                                                      | Governador eleito em sufrágio universal em 25 de novembro de 1990 (2º turno)                         |
| 38                                                    | Eduardo Azeredo                    |                      | Partido da Social Democracia Brasileira PSDB                        | 1 de janeiro de 1995    | 1 de janeiro de 1999                                                                      | Governador eleito em sufrágio universal em 15 de novembro de 1994 (2º turno)                         |
| 39                                                    | Itamar Franco                      |                      | Partido do Movimento Democrático Brasileiro PMDB                    | 1 de janeiro de 1999    | 1 de janeiro de 2003                                                                      | Governador eleito em sufrágio universal em 25 de outubro de 1998 (2º turno)                          |
| 40                                                    | Aécio Neves                        |                      | Partido da Social Democracia Brasileira PSDB                        | 1 de janeiro de 2003    | 1 de janeiro de 2007                                                                      | Governador eleito e reeleito em sufrágio universal em 6 de outubro de 2002, que renuncia o mandato   |
| 40                                                    | Aécio Neves                        | 1 de janeiro de 2007 | Partido da Social Democracia Brasileira PSDB                        | 31 de março de 2010     |                                                                                           | Governador eleito e reeleito em sufrágio universal em 6 de outubro de 2002, que renuncia o mandato   |
| 41                                                    | Antônio Anastasia                  |                      | Partido da Social Democracia Brasileira PSDB                        | 31 de março de 2010     | 1 de janeiro de 2011                                                                      | Vice-governador eleito assumiu após a renúncia do titular                                            |
| 41                                                    | Antônio Anastasia                  | 1 de janeiro de 2011 | Partido da Social Democracia Brasileira PSDB                        | 4 de abril de 2014      | Governador reeleito em sufrágio universal em 3 de outubro de 2010, que renuncia o mandato | |
| 42                                                    | Alberto Pinto Coelho Jr            |                      | Partido Progressista PP                                             | 4 de abril de 2014      | 1 de janeiro de 2015                                                                      | Vice-governador eleito assumiu após a renúncia do titular                                            |
| 43                                                    | Fernando Pimentel                  |                      | Partido dos Trabalhadores PT                                        | 1 de janeiro de 2015    | 1 de janeiro de 2019                                                                      | Governador eleito em sufrágio universal em 5 de outubro de 2014                                      |
| 44                                                    | Romeu Zema                         |                      | Partido Novo NOVO                                                   | 1 de janeiro de 2019    | 1 de janeiro de 2023                                                                      | Governador eleito em sufrágio universal em 28 de outubro de 2018 (2º turno)                          |
| 44                                                    | Romeu Zema                         | 1 de janeiro de 2023 | Partido Novo NOVO                                                   | Em exercício            | Governador reeleito em sufrágio universal em 2 de outubro de 2022                         | |